# Баннекер, Бенджамин
Бенджамин Баннекер (англ. Benjamin Banneker; 9 ноября 1731[…], Балтимор, Британская Америка — 19 октября 1806, Oella, Мэриленд) — американский астроном и автор астрономических альманахов, совершивший в 1771 году обмер территорий округа Колумбия. Считается одним из первых афроамериканских интеллектуалов.

## Биография
Отец Баннекера и его дедушка по матери были освобождёнными рабами, а бабушка по отцу — белой кабальной служанкой, научившей Бенджамина читать и писать по Библии.
Бенджамин вырос на ферме своего отца около Балтимора, которую унаследовал в 1759 году. У Бенджамина было три сестры, но они вышли замуж и большую часть жизни Баннекер прожил на этой ферме в одиночку.
Хотя в детстве Баннекер периодически посещал однокомнатную квакерскую школу, в основном он учился самостоятельно, читая книги. В раннем возрасте продемонстрировал способности к математике, а в возрасте около 20 лет самостоятельно собрал деревянные часы.
В 1771 году одну из соседних ферм приобрели братья Эллиоты, и один из них, астроном-любитель Джордж Эллиотт, часто демонстрировал свои астрономические приспособления и навыки соседям, в том числе Баннекеру. В 1789 Эллиот заметил интерес Баннекера и одолжил ему телескоп, старый стол-тумбу и несколько книг по астрономии, благодаря чему тот смог выучить астрономию, научившись рассчитывать эфемериды и затмения.
В 1791 году отправился вместе с геодезистом Эндрю Эллиоттом, двоюродным братом Джорджа, на обмер 10-мильного квадрата в Вирджинии и Мэрилэнде, из которых был создан округ Колумбия. Во время поездки он смог использовать книги Эндрю и составить альманах Пенсильвании, Делавера, Мэриленда и Вирджинии на 1792 год.
Баннекер был автором эссе и памфлетов в защиту гражданских прав и против рабства. В 1791 году он написал Томасу Джефферсону, тогда государственном секретарю, письмо с просьбой об улучшении условий жизни афроамериканцев, приложив к нему свой альманах как свидетельство способностей афроамериканцев.
Последовавшая переписка была опубликована в виде памфлета и широко распространена, а альманах был поддержан аболиционистскими обществами Пенсильвании и Мэриленда, благодаря чему было продано большое количество экземпляров альманаха. Баннекер продолжил вычислять эфемериды и его альманахи выпускались суммарно по крайней мере в 28 изданиях, однако из-за уменьшения интереса к аболиционизму в 1797 году Баннекер не смог найти издателя.
Баннекер умер 9 или 19 августа 1806 года. Книги и инструменты, заимствованные у Эллиота, были возвращены ему, а дом Баннекера сгорел во время похорон.